# Baron Crook

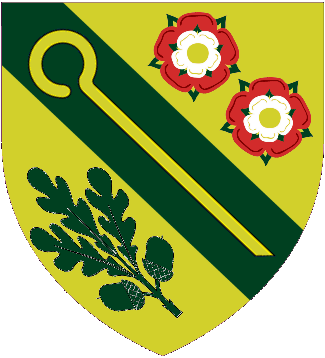
Wappen der Barone Crook

Baron Crook, of Carshalton in the County of Surrey, ist ein erblicher britischer Adelstitel in der Peerage of the United Kingdom.
Der Titel wurde am 3. Juli 1947 dem Labour-Politiker Reginald Crook verliehen.
Aktueller Titelinhaber ist seit 2001 dessen Enkel als 3. Baron.

## Liste der Barone Crook (1947)
- Reginald Crook, 1. Baron Crook (1901–1989)
- Douglas Crook, 2. Baron Crook (1926–2001)
- Robert Crook, 3. Baron Crook (* 1955)

Titelerbe (heir apparent) ist der älteste Sohn des aktuellen Titelinhabers, Hon. Matthew Crook (* 1990).